# Furmann Károly
Furmann Károly, (1901. november 19. – 1984. július 25.) válogatott labdarúgó, fedezet.

## Pályafutása

### Klubcsapatban
A Ferencvárosban 1921 és 1932 között összesen 308 mérkőzésen szerepelt (143 bajnoki, 128 nemzetközi, 37 hazai díjmérkőzés) és 12 gólt szerzett (2 bajnoki, 10 egyéb).

### A válogatottban
1925 és 1928 között 11 alkalommal szerepelt a válogatottban.

## Sikerei, díjai

### Játékosként
- Magyar bajnokság
  - bajnok: 1925–26, 1926–27, 1927–28
  - 2.: 1921–22, 1923–24, 1924–25, 1928–29, 1929–30
  - 3.: 1922–23, 1930–31
- Magyar kupa
  - győztes: 1922, 1927, 1928
- Közép-európai kupa (KK)
  - győztes 1928

## Statisztika

### Mérkőzései a válogatottban
| Magyarország | Magyarország         | Magyarország                | Magyarország  | Magyarország | Magyarország  | Magyarország | Magyarország | Magyarország |
| #            | Dátum                | Helyszín                    | Hazai         | Eredmény     | Vendég        | Kiírás       | Gólok        | Esemény      |
| ------------ | -------------------- | --------------------------- | ------------- | ------------ | ------------- | ------------ | ------------ | ------------ |
| 1.           | 1925. január 18.     | Milánó, Campo Milan         | Olaszország   | 1 – 2        | Magyarország  | barátságos   | -            |              |
| 2.           | 1925. május 5.       | Bécs, Hohe Warte            | Ausztria      | 3 – 1        | Magyarország  | barátságos   | -            |              |
| 3.           | 1925. október 4.     | Budapest, Üllői úti pálya   | Magyarország  | 0 – 1        | Spanyolország | barátságos   | -            |              |
| 4.           | 1925. október 11.    | Prága, Sparta-pálya         | Csehszlovákia | 2 – 0        | Magyarország  | barátságos   | -            |              |
| 5.           | 1925. november 8.    | Budapest, Üllői úti pálya   | Magyarország  | 1 – 1        | Olaszország   | barátságos   | -            |              |
| 6.           | 1926. február 14.    | Brüsszel, Daring Club-pálya | Belgium       | 0 – 2        | Magyarország  | barátságos   | -            |              |
| 7.           | 1926. június 6.      | Budapest, Üllői úti pálya   | Magyarország  | 2 – 1        | Csehszlovákia | barátságos   | -            | 27'          |
| 8.           | 1927. április 24.    | Prága, Sparta-pálya         | Csehszlovákia | 4 – 1        | Magyarország  | barátságos   | -            |              |
| 9.           | 1927. szeptember 25. | Budapest. Üllői úti pálya   | Magyarország  | 5 – 3        | Ausztria      | Európa-kupa  | -            |              |
| 10.          | 1928. március 25.    | Budapest. Üllői úti pálya   | Magyarország  | 2 – 1        | Jugoszlávia   | barátságos   | -            |              |
| 11.          | 1928. november 1.    | Budapest, Üllői úti pálya   | Magyarország  | 3 – 1        | Svájc         | Európa-kupa  | -            |              |
|              | Összesen             |                             |               | 11           | mérkőzés      |              | 0            | gól          |